# Joyce El-Khoury

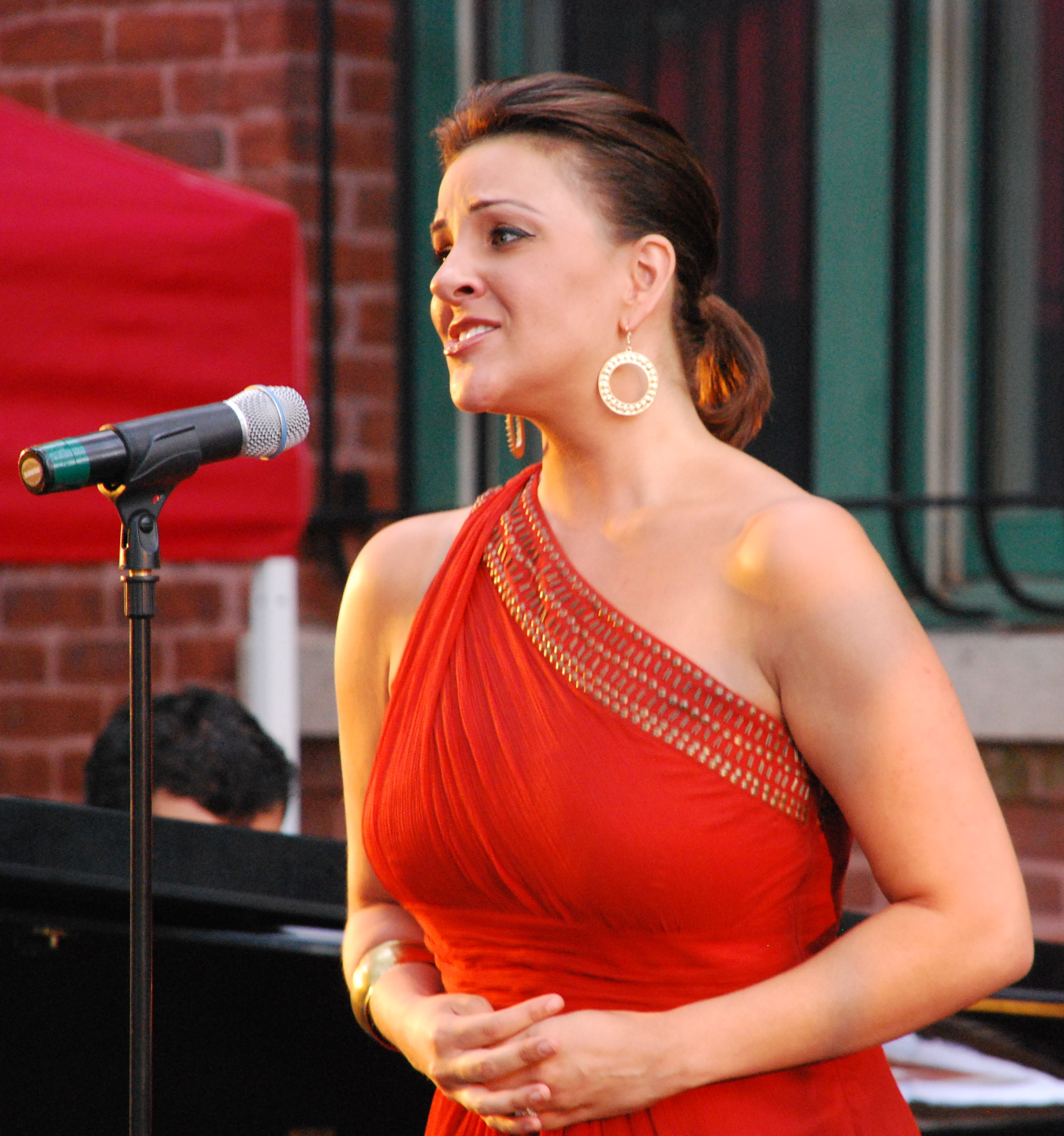
Joyce El-Khoury

Joyce El-Khoury (* 1981 oder 1982 in Beirut) ist eine libanesisch-kanadische Opernsängerin (Sopran).

## Jugend und Ausbildung
El-Khoury wurde in Beirut, Libanon, als Tochter von Jean und Alex El-Khoury geboren. Sie hat zwei Schwestern, Cynthia El-Khoury Najm und Krista Jane El-Khoury, letztere auch Sängerin. El-Khoury kam im Alter von sechs Jahren mit ihrer Familie nach Kanada, lebte in Ottawa, Ontario, und begann im Alter von 15 Jahren bei Karen Spicer privaten Gesangsunterricht zu nehmen. Auf Anraten ihrer Lehrerin und ihrer Eltern studierte sie Gesang an der University of Ottawa bei Ingemar Korjus. In den letzten beiden Jahren ihres Studiums nahm sie am Young Artists Program der Opera Lyra in Ottawa teil und hatte ihr Operndebüt als Giovanna in Giuseppe Verdis Rigoletto. Nach ihrem Abschluss 2005 als Bachelor of Music an der University of Ottawa studierte sie an der Academy of Vocal Arts (AVA) in Philadelphia bei Bill Schuman. El-Khoury wurde eingeladen, am Lindemann Young Artist Development Program der Metropolitan Opera teilzunehmen und bei James Levine zu studieren, während sie ihr Studium bei Schuman fortsetzte. Ihr musikalischer Mentor und Gesangslehrer ist Laurent Philippe, mit dem sie regelmäßig auftritt.

## Karriere
Joyce El-Khoury hatte 2009 ihr Debüt an der Metropolitan Opera als eine der Nonnen in Suor Angelica von Giacomo Puccini. Im Sommer 2010 wurde El-Khoury von Lorin Maazel und dem Castleton Festival engagiert, um die Lauretta in Puccinis Gianni Schicchi zu singen. Am Eröffnungsabend des Festivals wurde sie gebeten, zusätzlich in die Titelrolle von Suor Angelica einzuspringen. Dies war der Beginn der Mentorschaft von Lorin Maazel. Sie spielte die Rosina in Gioachino Rossinis Il barbiere di Siviglia in Peking, die Mimi in Puccinis La Bohème und ihre erste Desdemona in Giuseppe Verdis Otello unter der Leitung von Maazel.
Inzwischen tritt sie in führenden Opernhäusern und mit Symphonieorchestern auf der ganzen Welt auf, darunter das Royal Opera House, die Bayerische Staatsoper, die Nederlandse Opera, die Santa Fe Opera, die Seattle Opera, die Vancouver Opera, die Welsh National Opera, das Savonlinna Opera Festival und das Glyndebourne Festival. Bei ihrem australischen Debüt 2019 sang sie die Rolle der Mimì für die Opera Australia im Sydney Opera House.
El-Khourys Engagements in der zeitgenössischen Oper umfassen die Titelrolle in Tobias Pickers Emmeline für das Operntheater von Saint Louis und die Tatyana Bakst in Jake Heggies Oper Great Scott für die San Diego Opera.
Zu den Konzertauftritten von El-Khoury gehören
- die Sopranpartie in Ludwig van Beethovens Missa Solemnis mit den Münchner Philharmonikern und Lorin Maazel
- die Titelrolle in Antonín Dvořáks Rusalka im Concertgebouw Amsterdam unter der Leitung von James Gaffigan
- die Pauline in Gaetano Donizettis Les martyrs im Southbank Centre mit dem Orchestra of the Enlightenment und dem Dirigenten Mark Elder
- die Antonia in Gaetano Donizettis Belisario im Barbican Centre mit dem BBC Symphony Orchestra
- Gioachino Rossinis Stabat Mater mit dem Orchestre de Paris unter Leitung von Jésus López Cobos
- ein Galakonzert mit Juan Diego Flórez beim Beiteddine Festival[12]
- die Erstaufführung von Donizettis Oper L’ange de Nisida im Juli 2018 mit Mark Elder in London[14]

## Engagements und Repertoire (Auswahl)
| Jahr | Rolle           | Komponist                   | Oper                   | Veranstaltungsort              |
| ---- | --------------- | --------------------------- | ---------------------- | ------------------------------ |
| 2010 | Frasquita       | Georges Bizet               | Carmen                 | Metropolitan Opera             |
| 2011 | Violetta Valéry | Giuseppe Verdi              | La traviata            | Knoxville Opera                |
| 2012 | Violetta Valéry | Giuseppe Verdi              | La traviata            | Welsh National Opera           |
| 2012 | Magda           | Giacomo Puccini             | La rondine             | Des Moines Metro Opera         |
| 2012 | Mimì            | Giacomo Puccini             | La Bohème              | Opera Lyra Ottawa              |
| 2012 | Antonina        | Gaetano Donizetti           | Belisario              | Opera Rara                     |
| 2013 | Violetta Valéry | Giuseppe Verdi              | La traviata            | Palm Beach Opera               |
| 2013 | Violetta Valéry | Giuseppe Verdi              | La traviata            | Opéra Théâtre de Saint-Étienne |
| 2013 | Violetta Valéry | Giuseppe Verdi              | La traviata            | Dutch National Opera           |
| 2013 | Desdemona       | Giuseppe Verdi              | Otello                 | Castleton Festival             |
| 2013 | Mimì            | Giacomo Puccini             | La Bohème              | Canadian Opera Company         |
| 2013 | Musetta         | Giacomo Puccini             | La Bohème              | Canadian Opera Company         |
| 2014 | Rusalka         | Antonín Dvořák              | Rusalka                | North Carolina Opera           |
| 2014 | Violetta Valéry | Giuseppe Verdi              | La traviata            | Korea National Opera           |
| 2014 | Rusalka         | Antonín Dvořák              | Rusalka                | Concertgebouw Amsterdam        |
| 2014 | Micaëla         | Georges Bizet               | Carmen                 | Santa Fe Opera                 |
| 2014 | Violetta Valéry | Giuseppe Verdi              | La traviata            | Lyric Opera of Kansas City     |
| 2014 | Pauline         | Gaetano Donizetti           | Les martyrs            | Opera Rara                     |
| 2015 | Juliette        | Charles Gounod              | Roméo et Juliette      | Austin Opera                   |
| 2015 | Rosalinde       | Johann Strauss              | Die Fledermaus         | Vancouver Opera                |
| 2015 | Leonora         | Giuseppe Verdi              | Il trovatore           | Knoxville Opera                |
| 2015 | Emmeline        | Tobias Picker               | Emmeline               | Opera Theatre of Saint Louis   |
| 2015 | Violetta Valéry | Giuseppe Verdi              | La traviata            | Savonlinna-Opernfestspiele     |
| 2015 | Violetta Valéry | Giuseppe Verdi              | La traviata            | Canadian Opera Company         |
| 2015 | Musetta         | Giacomo Puccini             | La Bohème              | Bayerische Staatsoper          |
| 2016 | Tatiana         | Pjotr Iljitsch Tschaikowski | Eugen Onegin           | North Carolina Opera           |
| 2016 | Maria Stuarda   | Gaetano Donizetti           | Maria Stuarda          | Seattle Opera                  |
| 2016 | Tatiana Bakst   | Jake Heggie                 | Great Scott            | San Diego Opera                |
| 2016 | Liú             | Giacomo Puccini             | Turandot               | Opera Philadelphia             |
| 2016 | Salomé          | Jules Massenet              | Hérodiade              | Washington Concert Opera       |
| 2017 | Violetta Valéry | Giuseppe Verdi              | La traviata            | Royal Opera House              |
| 2017 | Leïla           | Georges Bizet               | Les pêcheurs de perles | Opéra national de Bordeaux     |
| 2017 | Violetta Valéry | Giuseppe Verdi              | La traviata            | Glyndebourne Festival Opera    |
| 2017 | Imogene         | Vincenzo Bellini            | Il pirata              | Opéra National de Bordeaux     |
| 2017 | Musetta         | Giacomo Puccini             | La Bohème              | Teatro Real de Madrid          |

## Auszeichnungen
- 2005: Erster Preis in der Brian Law Opera Competition[16]
- 2006: Erster Preis in der Mario Lanza Vocal Competition[11]
- 2006: Erster Preis bei der Giargiari & Son Bel Canto Competition[17]
- 2008: Erster Preis bei der George London Competition[18]
- 2014: Nominierung als Best Young Artist bei den International Opera Awards[19]
- 2014: Das bei Opera Rara erschienene Album Gaetano Donizetti Belisario mit Joyce El-Khoury in der Rolle der Antonina wurde zum Best Recording (Complete Opera) bei den International Opera Awards nominiert[19]
- 2016: Das bei Opera Rara erschienene Album Caetano Donizetti Les martyrs mit Joyce El-Khoury in der Rolle der Pauline erhielt die Auszeichnung Best Recording (Complete Opera) bei den International Opera Awards[20]

## Diskografie (Auswahl)
- Antonina in Donizettis Belisario mit dem BBC Symphony Orchestra unter der Leitung von Sir Mark Elder, veröffentlicht 2012, Opera Rara[21]
- Pauline in Donizettis Les martyrs mit dem Orchestra of the Age of Enlightenment unter Leitung von Sir Mark Elder, veröffentlicht 2015, Opera Rara[22]
- Mirra in Franz Liszts Sardanapalo mit dem Dirigenten Kirill Karabits und der Staatskapelle Weimar, veröffentlicht 2019, audite[23]